# Kirinzi
Kirinzi är ett periodiskt vattendrag i Burundi.   Det ligger i provinsen Mwaro, i den centrala delen av landet, 50 kilometer öster om huvudstaden Bujumbura.
Omgivningarna runt Kirinzi är en mosaik av jordbruksmark och naturlig växtlighet. Runt Kirinzi är det tätbefolkat, med 319 invånare per kvadratkilometer.